# Boussières
Boussières település Franciaországban, Doubs megyében. Lakosainak száma 1200 fő (2022. január 1.). Boussières Thoraise, Abbans-Dessous, Abbans-Dessus, Osselle-Routelle, Quingey, Torpes, Vorges-les-Pins és Chouzelot községekkel határos.

## Népesség
A település népességének változása:
| Lakosok száma | 531  | 762  | 837  | 1052 | 1089 | 1089 | 1123 | 1166 | 1169 | 1200 |
|               | 1968 | 1982 | 1990 | 2006 | 2013 | 2015 | 2017 | 2019 | 2020 | 2022 |